# معركة ديليجراد
معركة ديليجراد (بالصربية: Битка на Делиграду)‏ هي معركة بين الدولة العثمانية والمتمردين الصرب وذلك خلال أحداث الانتفاضة الصربية الأولي وذلك بالقرب من قرية ديليجراد، صربيا ووقعت المعركة في 3 سبتمبر 1806 وانتهت المعركة بانتصار القوات الصربية.